# Premiér Bulharska
Premiér Bulharska (bulharsky: Министър-председател, romanizováno: Ministar-predsedatel) je hlava vlády Bulharska. Je vůdcem politické koalice v bulharském parlamentu – známém jako Národní shromáždění (Народно събрание, Narodno sabranie) – a vůdcem kabinetu.
Bulharským premiérem se 16. ledna 2025 stal politik strany GERB Rosen Željazkov, který předtím působil jako ministr dopravy a předseda Národního shromáždění.

## Seznam premiérů

### Bulharská republika
| Poř.                               | Portrét                             | Osoba                              | Období v úřadu                     |
| Předseda rady ministrů (1990–1991) | Předseda rady ministrů (1990–1991)  | Předseda rady ministrů (1990–1991) | Předseda rady ministrů (1990–1991) |
| ---------------------------------- | ----------------------------------- | ---------------------------------- | ---------------------------------- |
| 1.                                 |                                     | Andrej Lukanov                     | 1990                               |
| 2.                                 | Obrázek této osoby není k dispozici | Dimitar Popov                      | 1990–1991                          |
| Předseda vlády (od 1991)           |                                     |                                    |                                    |
| 1.                                 | Obrázek této osoby není k dispozici | Georgi Atanasov                    | 1986–1990                          |
| 2.                                 |                                     | Filip Dimitrov                     | 1991–1992                          |
| 3.                                 |                                     | Reneta Indžovová                   | 1994–1995                          |
| 4.                                 | Obrázek této osoby není k dispozici | Žan Videnov                        | 1995–1997                          |
| 5.                                 | Obrázek této osoby není k dispozici | Stefan Sofijansky                  | 1997                               |
| 6.                                 |                                     | Ivan Kostov                        | 1997–2001                          |
| 7.                                 |                                     | Simeon Sakskoburggotski            | 2001–2005                          |
| 8.                                 |                                     | Sergej Stanišev                    | 2005–2009                          |
| 9.                                 |                                     | Bojko Borisov                      | 2009–2013                          |
| 10.                                |                                     | Marin Rajkov                       | 2013                               |
| 11.                                |                                     | Plamen Orešarski                   | 2013–2016                          |
| 12.                                |                                     | Georgi Bliznaški                   | 2016                               |
| 13.                                |                                     | Bojko Borisov                      | 2017–2021                          |
| 14.                                |                                     | Ognjan Gerdžikov                   | 2017                               |
| 15.                                |                                     | Bojko Borisov                      | 2017–2021                          |
| 16.                                |                                     | Stefan Janev                       | 2021                               |
| 17.                                |                                     | Kiril Petkov                       | 2021–2022                          |
| 18.                                |                                     | Galab Donev                        | 2022–2023                          |
| 19.                                |                                     | Nikolaj Denkov                     | 2023–2024                          |
| 20.                                |                                     | Dimitar Glavčev                    | 2024–2025                          |
| 21.                                |                                     | Rosen Željazkov                    | od 2025                            |